# 오마중학교
오마중학교(五馬中學校)는 대한민국 경기도 고양시 일산서구 주엽동에 있는 공립 중학교이다.
경기도 고양시 일산서구에 있는 공립중학교이다. 1994년 2월 오마중학교 설립 인가를 받아 1994년 5월 개교하였다. 교훈은 '성실'이고 교목은 은행나무, 교화는 철쭉이다.

## 학교 연혁
- 1994년 2월 28일: 오마중학교 4학급 설립 인가
- 1994년 4월 15일: 초대 최범용 교장 취임
- 1994년 5월 1일: 오마중학교 개교(4학급 편성)
- 1995년 2월 16일: 제1회 졸업식(80명)
- 2019년 3월 1일: 제9대 박순서 교장 부임
- 2020년 12월 31일: 제27회 졸업식(345명)
- 2021년 3월 2일: 32학급(372명 입학, 총 1,033명) 편성 운영
- 2022년 1월 10일: 제28회 졸업식(313명)
- 2022년 3월 1일: 제10대 조계영 교장 부임
- 2022년 3월 2일: 신입생 308명 입학(11학급)

## 참고 자료
- 오마중학교 - 한국교육학술정보원 학교알리미